# Tris per vincere
Tris per vincere è stato un programma televisivo italiano di genere game show, andato in onda nella fascia dell'access prime time di TV8 dal 29 aprile al 14 giugno 2024 con la conduzione di Nicola Savino.

## Il programma
Il programma era il secondo adattamento italiano del format statunitense in onda sulla NBC Hollywood Squares (il primo fu Il gioco dei 9, andato in onda sulle reti Mediaset dal 1988 al 1992 e nel 2004). Ha sostituito nella stessa fascia oraria il game show 100% Italia, in onda sempre su TV8 con la conduzione di Savino.
Il programma è stato prodotto in collaborazione con Paramount Global Content Distribution, che è stata la società successore di King World Productions, che ha acquisito il formato nel 1991.

## Edizioni
| Edizione | Anno | Conduzione    | Periodo        | Periodo        | Puntate | Regia         | Studio                    |
| Edizione | Anno | Conduzione    | Inizio         | Fine           | Puntate | Regia         | Studio                    |
| -------- | ---- | ------------- | -------------- | -------------- | ------- | ------------- | ------------------------- |
| 1ª       | 2024 | Nicola Savino | 29 aprile 2024 | 14 giugno 2024 | 30      | Lele Biscussi | Soulmovie Studios, Milano |

## Svolgimento
In questo gioco due concorrenti, in cui uno rappresenta il cerchietto "O" e l'altro la crocetta "X", si sfidano in quattro manches provando a fare tris davanti a una parete composta da nove personaggi famosi chiamati a rispondere a delle domande, le cui risposte potranno essere vere o false e sarà il concorrente a decidere se fidarsi o meno.
La sfida si articola in quattro manche a cui tutti possono giocare. Si aggiudica la manche il concorrente che riesce per primo a fare tris in verticale, orizzontale o diagonale, oppure colui che completa almeno cinque caselle.
In ogni manche, in caso di risposta esatta il concorrente guadagna la casella corrispondente al VIP scelto, mentre in caso di errore quest'ultima viene attribuita all'avversario. In caso di potenziale tris, se uno dei concorrenti ha dato già due risposte corrette, il suo avversario può provare a fermarlo grazie al Win Block, scegliendo la casella mancante per il tris. Nel caso egli sbagliasse risposta, la casella non viene assegnata in automatico all'avversario, ma torna libera e il primo concorrente può rispondere alla domanda della casella mancante e provare a fare tris, mentre se commette un altro errore la casella viene assegnata automaticamente all'avversario.
Le manche previste sono le seguenti:
- Sarà vero?: in questa manche, il concorrente, dopo aver scelto uno dei VIP presenti, deve indovinare se la curiosità raccontata dalla celebrità è vera oppure falsa; in questa fase, il concorrente che fa tris o guadagna per primo cinque caselle aggiunge 1 000 euro al suo montepremi;
- I fatti loro: in questa fase, il VIP scelto dal giocatore racconta un breve aneddoto che riguarda la sua sfera personale o professionale, che può essere reale o frutto di fantasia, e il concorrente deve indovinare se è vera o falsa; in questa fase, il concorrente che fa tris o guadagna per primo cinque caselle aggiunge 1 500 euro al suo montepremi;
- Chissà se la sa: in questa manche, ogni VIP a cui appartiene uno specifico argomento a tema deve rispondere a una domanda posta dal conduttore su indicazione del concorrente e anche in questo caso il concorrente deve poi confermare o ribaltare la risposta; in questa fase, il concorrente che fa tris o guadagna per primo cinque caselle aggiunge 2 500 euro al suo montepremi;
- Match Point: in questa manche, il conduttore pone al VIP scelto dal concorrente una domanda con due opzioni di risposta e il concorrente deve decidere se concordare o meno con la scelta del VIP; in questa fase, il concorrente che fa tris o guadagna per primo cinque caselle aggiunge 5 000 euro al suo montepremi.

Al termine del quarto round, il concorrente che ha accumulato il montepremi più alto si qualifica alla manche finale chiamata Nove x vincere con la possibilità di vincere un montepremi massimo di 10 000 euro. Il concorrente finalista, per vincere il montepremi finale, deve individuare da una lista enunciata di nove elementi le risposte appartenenti o meno a una specifica categoria. A ogni risposta esatta, si illumina la casella e se indovina tutte e nove le risposte facendo accendere le nove caselle vince il montepremi finale. In caso di difficoltà, il concorrente può contare su due aiuti gratuiti, indicando al VIP un consiglio sulla risposta. Inoltre, il finalista può commettere al massimo due errori, illuminando comunque la casella e proseguendo il gioco, ma in caso di errore il montepremi accumulato viene dimezzato. Al terzo errore o in caso di risposta errata all’ultima casella, invece, il concorrente non vince nulla e, indipendentemente dalla vittoria del montepremi, non torna nella puntata successiva.
Oltre al montepremi, il concorrente che ha vinto l’ultima prova, può vincere anche una crociera per due persone con MSC Crociere pescando da un’urna un bussolotto su otto contenente il biglietto vincente.

## Audience
| Edizione | Rete televisiva | Anno | Stagione  | Orario      | Durata | Programmazione | Programmazione | Programmazione | Programmazione | Programmazione | Programmazione | Programmazione | Media auditel  | Media auditel |
| Edizione | Rete televisiva | Anno | Stagione  | Orario      | Durata | L              | M              | M              | G              | V              | S              | D              | Telespettatori | Share         |
| -------- | --------------- | ---- | --------- | ----------- | ------ | -------------- | -------------- | -------------- | -------------- | -------------- | -------------- | -------------- | -------------- | ------------- |
| 1ª       | TV8             | 2024 | primavera | 20:20-21:30 | 70 min |                |                |                |                |                |                |                | 404 000        | 2,00%         |